# 蔡儁
蔡儁（495年—536年），字景彦，北魏末年、東魏时期軍事人物，广宁郡石門县人。蔡普之子。
蔡儁年轻时与高欢交友。六镇之乱时，蔡儁被杜洛周所虏。高欢当时在杜洛周軍中。孝昌元年（525年），高欢谋划诛杀杜洛周，蔡儁参与計谋。事情泄露，他投奔葛荣，后来背弃葛荣归順尔朱荣。武泰元年（528年），爾朱荣入洛陽，任命蔡儁为平遠将軍、帳内別将。爾朱荣击破葛荣，蔡儁任諫議大夫。永安二年（529年），讨伐元顥，封乌洛县男。普泰元年（531年），跟随高欢起兵，为都督。中興二年（532年）、高欢起平定邺城，在韩陵之战击败爾朱氏，蔡儁有战功。太昌元年（同年），魏孝武帝即位，蔡儁为济州刺史。胡迁等人据兖州作乱，蔡儁与齐州刺史尉景将其討伐平定。永熙二年（533年）与樊子鵠討伐耿翔。
魏孝武帝与高欢不和，以济州要地，想让自己的心腹据守。暗中派御史搜集蔡儁的罪状，想要让汝陽王元叔昭代蔡儁为济州刺史，蔡儁转任行兗州事。高欢以蔡儁非罪，上奏请求让他復任。孝武帝不許，任命贾显智为济州刺史，率兵赴济州。贾显智進軍至東郡，蔡儁防守严备，贾显智不敢向前。
東魏天平年間，蔡儁为都督，随領軍娄昭至兗州攻打樊子鵠，又和行台元子思讨伐元慶和，全部平定。天平二年（535年），侯淵作乱，蔡儁为大都督，率兵討伐，侯淵敗走。蔡儁转任揚州刺史。天平三年（536年）秋，在揚州去世。享年四十二岁。追赠持节、侍中、都督、冀州刺史、尚书令、司空公，谥威武。